# Pallini (Attica)
Pallini of Pallini Attikis (Grieks: Παλλήνη of Παλλήνη Αττικής) is sedert 2011 een fusiegemeente (dimos) in de Griekse bestuurlijke regio (periferia) Attica, in het voormalige departement Oost-Attica.
De drie deelgemeenten (dimotiki enotita) van de fusiegemeente zijn:
- Anthousa (Ανθούσα)
- Gerakas (Γέρακας)
- Pallini (Παλλήνη)